# کیکی (فیلم ۱۹۳۱)
کیکی (انگلیسی: Kiki) فیلمی در ژانر کمدی رمانتیک به کارگردانی سام تیلور است که در سال ۱۹۳۱ منتشر شد. از بازیگران آن می‌توان به مری پیکفورد، رجینالد دنی، مارگارت لیوینگستون، بتی گریبل، و ادوین ماکسول اشاره کرد.